# شوق المستهام في معرفة رموز الأقلام
هو أحد مؤلفات أبو بكر أحمد بن علي بن قيس بن المختار بن عبد الكريم بن حرثيا بن بدنيا ابن بوراطياً الكزداني المعروف أيضا (بإبن وحشية النبطي) وهو كيميائي وعالم لغوي نبطي مسلم عاش في القرن الثالث الهجري وله العديد من المؤلفات في الكيمياء والسحر كما ألف كتاب (الفلاحة النبطية) الذي يعتبر من أشهر المؤلفات الزراعية القديمة. ورد ذكره في كتاب دلالة الحائرين للفيلسوف اليهودي موسى بن ميمون.
يتناول الكتاب 89 لغة قديمة وكتاباتها ومقارنتها بالعربية ومن ضمنها اللغة الكردية والهيروغليفية، وقد اكتشف ابن وحشية أنَّ الرموز الهيروغليفية هي رموز صوتية وقام بتحليل العديد من رموزها قبل اكتشاف شامبوليون بل أن ترجمة إنجليزية لمخطوطة شوق المستهام من تحقيق المستشرق النمساوي جوزف همر نشرت في لندن عام 1806 أي قبل 16 عاما قبل اكتشاف شامبليون ذلك وذهب البعض إلى القول أن شامبوليون كان قد اطلع على هذه المخطوطة إلا انه لا توجد دلائل تؤكد أو تدحض هذا الادعاء.